# 河原月夫
河原 月夫（かわはら つきお、1949年6月8日 - ）は、日本の柔道家（8段）。愛知県出身。
得意技の内股を武器に現役時代はアジア選手権優勝や全日本選手権準優勝という成績を残し、モスクワオリンピックでは幻の日本代表にもなった。引退した現在は愛知県警察学校にて指導員を務める。

## 経歴
愛知県刈谷市出身。父親の大玄（8段）の影響で、物心付いた時には既に柔道衣を着るのが日課になっていた。中京商業高校に入学した頃から本格的に柔道に打ち込んで監督の武山貞一に師事し、高校2年次の1966年には青森県で開催されたインターハイの中量級クラスにおいて、決勝戦で富山県代表の津沢寿志を破りチャンピオンに輝いた。
高校卒業後は明治大学に進学。師範の姿節雄、曽根康治の両名や監督の神永昭夫のほか、後に世界チャンピオンとなる篠巻政利や須磨周司等の先輩にも鍛えられ、団体戦で全日本学生優勝大会で2度の優勝（1968,71年）を経験したほか、個人戦でも全日本学生選手権やアジア選手権で優勝を果たした。大学3年次の1970年には体重無差別で柔道日本一を決める全日本選手権に出場すると、本命とみられていた佐藤宣践や園田勇らを破り、決勝戦こそ大学OBの篠巻政利（富士製鉄）の前に優勢負けを喫したものの、学生ながら準優勝という好成績を残している。
一方で期待された大学4年の1年間は病床に伏し、大会での結果は残していない。
大学卒業後は故郷・愛知にて警察官となり、名古屋矯正管区の伊藤秀雄に師事した。
その後も全日本選手権で3位に2度食い込んだほか、95kg以下級では全日本体重別選手権や講道館杯などの国内大会を制し、同階級の第一人者として活躍した。31歳で迎える1980年のモスクワオリンピックには日本代表として選出されるも、政治問題に端を発する日本の不参加により、オリンピックの舞台に上がる事は無かった。
現役引退後は愛知県警察の教養化課に勤務し、警察官への柔道指導に汗を流す。雑誌『近代柔道』のインタビューで「世界に
誇れる安全で明るい日本をつくる事を念頭に、後進の指導に当たっている」と語っていた。
なお戦後に父の大玄が創設し、月夫自身も幼少時に育てられた名古屋市南区の「河原道場」は現在、月夫の長男である河原龍秀（6段）が継いで多くの小中学生らを育てている。
2017年6月、全柔連は河原に対して愛知県柔道連盟会長として副会長である高濱久和の不適切な言動を指導、監督する立場にありながら、逆にそれを助長するような発言を行ったことなどにより戒告処分を与えた。
2020年9月29日、河原は「審判制度の根幹を揺るがし柔道の品位を害した」との理由で全日本柔道連盟から10カ月間の会員登録停止処分を受けた。河原は、2018年6月に開催された全国小学生学年別柔道大会の県予選で親戚の子供が敗れたことに立腹して「何で負けにしたんだ!」と審判に詰め寄り試合を中断させたことや、翌年の大会でも審判の判定に対して「辞めてしまえ!」などと捲くし立てて大会運営を妨害していたことが具体的な処分理由となった。

## 主な戦績
- 1966年 - インターハイ（中量級）　優勝
- 1970年 - アジア選手権（93kg級）　優勝

- アジア選手権（無差別級）　2位
- 全日本選手権（無差別級のみ）　2位
- 全日本学生選手権　優勝
- 1972年 - 全日本選抜体重別選手権（軽重量級）　3位
- 1976年 - 講道館杯（95kg級）　3位
- 1978年 - 全日本選手権（無差別級のみ）　3位
- 1979年 - 全日本選抜体重別選手権（95kg級）　2位
- 1980年 - 全日本選手権（無差別級のみ）　3位

- 全日本選抜体重別選手権（95kg級）　優勝
- 全国警察選手権（無差別級のみ）　優勝
- 1981年 - 太平洋選手権　優勝

- 全日本選抜体重別選手権（95kg級）　3位
- 講道館杯（95kg級）　3位
その他、パリ国際（1976年）やカナダ国際（1980年）などで優勝歴あり